# Vitalij Manskij
Vitalij Vsevolodovič Manskij (* 2. prosince 1963 Lvov, Ukrajinská SSR, Sovětský svaz) je ruský režisér dokumentárních filmů. Je zakladatelem festivalu dokumentárních filmů ArtDocFest. V roce 2014 Rusko z politických důvodů opustil a žije v lotyšské Rize.

## Život
Manskij se narodil v ukrajinském Lvově, později žil v Rusku.
Je autorem více než 30 filmů, z nichž první natočil v roce 1989. Jeho filmy byly uvedeny na více než 500 mezinárodních filmových festivalech, obdržel více než 100 ocenění na festivalech včetně dvou cen za nejlepší dokumentární film na MFF v Karlových Varech. Jeho film Svědkové Putinovi (2018), který ukazuje nástup Vladimira Putina k moci i zákulisí Kremlu, byl nominován na cenu Evropské filmové akademie v kategorii Nejlepší dokumentární film.
Manskij je zakladatelem a prezidentem festivalu autorského dokumentárního filmu „ArtDocFest“, který se koná v Rize a v Moskvě.
Jako prezidentský kameraman strávil mnoho času s ruským prezidentem Vladimirem Putinem. V roce 2014 však Rusko z politických důvodů opustil a žije v lotyšské Rize. Putin podle něj velice rychle kráčí od role autokrata k roli diktátora.
| „                 | Jeho (Putinův) pohled na svět je pohledem absolventa školy KGB a Ukrajina je v tomto pohledu oblastí Ruska podobně jako třeba Voroněžská oblast. Na Ukrajinu se Putin dívá jako na třetí ženu, která se rozhodla opustit harém. | “ |
| — Vitalij Manskij | |   |

## Filmografie
- Vladimir & Oksana in Love Country (2022, televizní seriál)
- Gorbačov. Ráj Nebe (2020) – film měl premiéru na MFDF Ji.hlava
- Svědkové Putinovi (Свидетели Путина, Putina liecinieki) 2018
- Рідні (Blízké vztahy) 2016
- V paprscích slunce (В лучах солнца;) 2015[7][8] – dokumentuje život jedné rodiny v Severní Koreji. Vedení KLDR Manskému původně povolilo natáčení, film ale po zhlédnutí kritizovalo.
- Roura (Tруба; Die Trasse) 2013
- Pattria o Muerte / Vlast nebo smrt 2011
- Gagarinovi průkopníci (Naše vlast) 2006
- Anatomiya TATU (Anatomie Tatu) 2003
- Etyudy O Lyubvi (1994)
- Srezki Ocherednoy Voyny (1993)
- Yevreyskoe Schaste (1991)